# Сан-Ільдефонсо-Пуебло (Нью-Мексико)
Сан-Ільдефонсо-Пуебло (англ. San Ildefonso Pueblo) — переписна місцевість (CDP) в США, в окрузі Санта-Фе штату Нью-Мексико. Населення — 624 особи (2020).

## Географія
Сан-Ільдефонсо-Пуебло розташований за координатами 35°53′50″ пн. ш. 106°7′23″ зх. д. / 35.89722° пн. ш. 106.12306° зх. д. (35.897273, -106.123131).  За даними Бюро перепису населення США в 2010 році переписна місцевість мала площу 11,94 км², з яких 11,52 км² — суходіл та 0,42 км² — водойми.

## Демографія
Згідно з переписом 2010 року, у переписній місцевості мешкали 524 особи в 193 домогосподарствах у складі 136 родин. Густота населення становила 44 особи/км².  Було 212 помешкання (18/км²).
Расовий склад населення:
| - 62,2 % — корінних американців - 11,3 % — білих - 21,2 % — осіб інших рас |

До двох чи більше рас належало 5,3 %. Частка іспаномовних становила 31,9 % від усіх жителів.
За віковим діапазоном населення розподілялося таким чином: 26,3 % — особи молодші 18 років, 59,4 % — особи у віці 18—64 років, 14,3 % — особи у віці 65 років та старші. Медіана віку мешканця становила 36,6 року. На 100 осіб жіночої статі у переписній місцевості припадало 93,4 чоловіків;  на 100 жінок у віці від 18 років та старших — 93,0 чоловіків також старших 18 років.
Середній дохід на одне домашнє господарство  становив 53 655 доларів США (медіана — 40 938), а середній дохід на одну сім'ю — 64 178 доларів (медіана — 44 485). Медіана доходів становила 36 324 долари для чоловіків та 35 417 доларів для жінок. За межею бідності перебувало 17,9 % осіб, у тому числі 19,3 % дітей у віці до 18 років та 27,6 % осіб у віці 65 років та старших.
Цивільне працевлаштоване населення становило 310 осіб. Основні галузі зайнятості: освіта, охорона здоров'я та соціальна допомога — 18,7 %, публічна адміністрація — 18,1 %, науковці, спеціалісти, менеджери — 17,7 %.